# 李在鶴
李 在鶴（イ・ジェハク、朝鮮語: 이재학、1904年5月30日または5月31日 - 1973年11月23日）は、日本統治時代の朝鮮の官僚、大韓民国の官僚、政治家。丹陽郡守、制憲・第2・3・4・5代韓国国会議員を歴任し、第3・4代議員在任中は国会副議長を務めた。
本貫は原州李氏。号は東恩。元国会議員の李教善と李応善は息子。

## 経歴
江原道洪川郡西面出身。1924年に京城第1高等普通学校（現・京畿高等学校）を卒業し、1929年京城帝国大学（現・ソウル大学校）法文学部卒。1938年から忠清北道学務課嘱託・視学・社会課長を務め、1944年に丹陽郡守となった。
光復後は江原道学務局長・警務局長・内務局長・知事代理・知事署理、春川農業大学（現・江原大学校）学長を経て、1948年の初代総選挙で国会議員に当選した。その後は弾劾裁判所審判官、第2代国会文教社会分科委員長、高等考試委員、自由党院内総務・組織部長・中央委員会副議長・代表最高委員・企画委員、第3・4代民議院副議長を務めた。
1960年の3・15不正選挙に関わったため、反革命勢力として逮捕・拘禁され、議員を辞任したが、服役中に第5代総選挙に獄中出馬してまた当選した。ただし、1961年2月に議員資格を再び失った。
晩年は韓国スポーツフィッシング振興会長を務めたが、1973年11月23日に交通事故で死去。死後は親日派とされるが、出身地の洪川郡では貯水池や学校の設置などの地元発展への貢献により、洪川文化院による宣揚事業も行われる。

## エピソード
出身地の洪川郡西面八峰里には李氏3父子の功徳碑がある。なお、2005年時点で父子3人が国会議員を務めた例は李と2人の息子以外に趙炳玉3父子しかいなかった。
兪鎮午と共に大韓民国憲法草案の起草に参加した。